# Лещенко Андрій Іванович
Лещенко Андрій Іванович (* ? — † 1921) — український політичний діяч, депутат Трудового конгресу України.
Один із співзасновників Товариства шкільної освіти у 1917 р.
13 листопада 1917 р. Андрія Івановича Лещенка призначено Комісаром Генерального Секретарства по справах освіти в Київській губернії (наказ Генерального Секретаря по справах народної освіти в Україні за № 255/2248). Після повернення 1 березня 1918 р. до влади Української Центральної Ради А. І. Лещенка призначено на посаду Директора Департаменту нижчої освіти Міністерства народної освіти.
1918 р. був кандидатом у члени Всеукраїнських Установчих Зборів по Київському виборчому окрузі.
Товариш міністра освіти УНР Директорії (1919).